# Lucien Lacaze
Marie-Jean-Lucien Lacaze (Pierrefonds, 22 de junho de 1860 – Paris, 23 de março de 1955) foi um almirante e jornalista francês.
Foi ministro da Marinha da França durante a Primeira Guerra Mundial.
Foi eleito para a cadeira 40 da Academia Francesa, em 12 de novembro de 1936.